# Serafín Rojo
Serafín Rojo Caamaño (Madrid, 1925-4 de junio de 2003) fue un historietista y dibujante español. Se caracterizó por un humor bastante irreverente para su época, satírico, del absurdo y del escapismo.

## Biografía

### Inicios
En plena guerra civil, se trasladó con su familia a Valencia, donde estudió en la Escuela de Bellas Artes de San Carlos.  También estudió periodismo en Madrid, pero no llegó a ejercerlo. Su primer trabajo apareció en el suplemento «El Peque» del diario Jornada.
En 1943 se unió al elenco de autores de la Editorial Valenciana colaborando en la revista Jaimito prácticamente desde sus inicios (con personajes como «Doña Tere, Don Panchito y su hijo Teresito», «El astronauta Saturnino Chiquiflauta» y «Don Golín y Quinielon»). Continuó esta labor a pesar de haber sido destinado en 1946 al gabinete topográfico militar, como parte del servicio militar obligatorio.
Continuó en las revistas S.O.S., Mariló, Trampolín (con las historietas «Pintador Talí» y «Doña Paca Cotilla») y Pumby (esta última con «la familia Conejil»).

### Madurez
A partir de 1953 colaboró en La Codorniz, donde dio vida a sus dibujos más recordados, sus voluptuosas marquesas bebiendo tintorro. Eran aristócratas casquivanas de rasgos faciales de roedor, pelo encaracolado y con collar de perlas que tomaban difíciles posturas para no desperdiciar ni una gota del licor que caía sobre sus narices. Además solían ser aficionadas a la buena vida y a la doma de pícaros caballeros vestidos de chaqué. En estas ilustraciones puede verse una sátira de la viciada y ágrafa nobleza española. Las firma como El marqués de Serafín añadiendo su autorretrato.
Ilustra los libros Las nobles brutas, Carmen Underground y ¡Luz y pornógrafos!. Se hace miembro de la Academia de Humor. En 1970 edita la antología Humor gráfico del siglo XX, con la participación de una gran parte de los humoristas gráficos y dibujantes hasta la fecha. A principios de los 70 en Jaimito publica las series protagonizadas por «Tip y Coll» y su alter ego «El Marqués de Serafín». Fue pionero en crear cómics para un público adulto como es su obra Carmen Underground (Gysa, 1975).

### Últimos años
Tras la desaparición de La Codorniz se dedica a pintar lienzos y acuarelas, realizar encargos esporádicamente (por ejemplo ilustrar obras clásicas como El Quijote, Carmen y La lozana andaluza) y a organizar exposiciones de sus pinturas.
En 1983 recibe un homenaje de sus compañeros (entre otros Antonio Mingote, Martín Morales, Chumy Chúmez y Forges) en el Palacio de Velázquez. El año siguiente relanza Egobiografía onírica (por la que recibió el Premio Heliodorao), ya sin los recortes de la censura, cambiando su alias por el de Marqués de Sadefín. Forma parte de la plantilla inicial del suplemento sucesor de La Codorniz, La Golondriz. También es destacable su novela Sr. Marqués: la guerra está servida. En 1993 es galardonado con el Premio Tono y la Concejalía de Educación, Juventud y Deportes inaugura una exposición sobre él a la que, entre otros, acuden Mingote, Forges, Mena y Máximo. Sus últimos años los pasa en Madrid siendo fiel hasta el final a su estilo de vida bohemio.

## Valoración
El historiador Juan Antonio Ramírez considera a Serafín como un maestro del absurdo, pero en un sentido muy diferente al de Palop.
Como historietista, Serafín se caracteriza por:
- Su estilo expresionista.[6]
- Su visión delirante de una España de charanga y pandereta, visible sobre todo en los fondos de las viñetas.[7]
- La versificación abundante y disparatada.[7]
- La peculiar forma de sus bocadillos, en la que unas activas manos sustituyen las colas/rabos.[7]

## Obra
- Chistes de Serafín (1959)

- Miss Celanea y Lady Fteria (1963), en "Tele Chico"

- Álbum de Serafín (El Arte a la Pata Coja, núm.2 1965)

- Ilustraciones de Vampiros

- La marquesa, el morapio y otras debilidades (Libro Satélite, núm.5 1971)

- Chistes de tintorro y pergamino (1972)

- Las nobles brutas (Biblioteca Universal Planeta, núm.20 / La Nariz, núm.5 1972)

- La taurocracia (Biblioteca Universal Planeta, núm.67 / La Nariz, núm.18 1973)

- La política Española: entre el rumor y el Humor (Los Libros de la Veleta / Documentos, núm.9 1974)

- Carmen Underground, I (Erogys, núm.1 1974)

- El Diablo Rojuelo, I (Comiciclo, núm.15 1975)

- Carmen Underground, II (Erogys, núm.5 1975)

- El Diablo Rojuelo, II (Comiciclo, núm.25 1975)

- Humor y Contestación (Arte, núm.56 / Humor 1975)

- ¿Por qué ríen las calaveras? (Ediciones de Bolsillo, núm.484 1976)

- La Codorniz. Antología 1951 1960 (1988)

- ¡Luz y pornógrafos! (1996)

- La Codorniz. Antología, 1941 1978 (1998)

- La Codorniz declara la guerra a Inglaterra (1999)

- Ilustraciones de El diablo a la cola de Javier Rey de Sola (2000)